# Daniel Greenberger
Daniel Mordechai Greenberger (* 29. September 1933 in New York City)  ist ein US-amerikanischer Physiker.
Greenberger besuchte die Bronx High School mit dem Abschluss 1950. Er  studierte Physik am Massachusetts Institute of Technology (MIT) mit dem Bachelor-Abschluss 1954 (bei László Tisza) und an der University of Illinois at Urbana-Champaign mit dem Master-Abschluss 1956 und der Promotion 1958 bei Francis Low. Danach war er zwei Jahre als Kryptologe bei der US Army (in einem Forschungslabor, das mit der NSA verbunden war). Er war 1960/61 Assistant Professor an der Ohio State University und danach an der University of California, Berkeley in der Gruppe von Geoffrey Chew. 1963 wurde er Assistant Professor und später Associate Professor und 1979 Professor am City College of New York, wo er Distinguished Professor wurde. Ab 1990 war er auch Adjunct Professor am Hampshire College in Amherst (Massachusetts).
1979/80 war er Gastprofessor am MIT, 1971 Gastwissenschaftler in Oxford und 1986 an der Universität Wien.
In den 1960er Jahren befasste er sich mit Elementarteilchenphysik. Seine Beschäftigung mit den Grundlagen der Quantenmechanik begann um 1970, als Clifford Shull Neutronen zum Test des Äquivalenzprinzips benutzen wollte, was Greenberger schon in den 1960ern theoretisch vorgeschlagen hatte. In der Gruppe von Shull war auch Michael Horne. Auf einer Konferenz in Grenoble traf er mit Horne 1978 Anton Zeilinger, der damals für seine Neutroneninterferometrie-Experimente mit seinem Lehrer Helmut Rauch bekannt war. Alle drei entwickelten 1986 einen nach ihnen benannten quantenverschränkten Zustand von drei Subsystemen (GHZ-Zustand). Er wurde zuerst 1998 experimentell realisiert (GHZ-Experiment), und stellt eine Verbesserung gegenüber Experimenten nach der Bellschen Ungleichung dar. GHZ-Zustände waren die ersten Beispiele von Quantenverschränkung mit mehr als zwei Teilchen und spielen eine fundamentale Rolle in der Quanteninformationstheorie.
Er ist Mitglied der American Association for the Advancement of Science und Fellow der American Physical Society. 1988 erhielt er einen Humboldt-Forschungspreis, mit dem er am Max-Planck-Institut für Quantenoptik war. 2002 wurde er korrespondierendes Mitglied der Österreichischen Akademie der Wissenschaften.